# Parafia Zmartwychwstania Pańskiego w Bydgoszczy
Parafia Zmartwychwstania Pańskiego w Bydgoszczy – rzymskokatolicka parafia w Bydgoszczy na Osiedlu Leśnym, wchodząca w skład dekanatu Bydgoszcz VI diecezji bydgoskiej.